# エンリコ・トーチ級潜水艦
| エンリコ・トーチ級潜水艦           | エンリコ・トーチ級潜水艦                               |
| ---------------------------------- | ------------------------------------------------------ |
|                                    |                                                        |
| 展示物となった「エンリコ・トーチ」 |                                                        |
| 艦級概観                           |                                                        |
| 艦種                               | 潜水艦                                                 |
| 艦名                               |                                                        |
| 前級                               | ガトー級潜水艦 バラオ級潜水艦                          |
| 次級                               | サウロ級潜水艦                                         |
| 性能諸元                           |                                                        |
| 排水量                             | 水上535トン、水中591トン                               |
| 全長                               | 46.2m                                                  |
| 全幅                               | 4.7m                                                   |
| 吃水                               |                                                        |
| 機関                               |                                                        |
| 最大速力                           | 水上14ノット、水中15ノット                             |
| 航続距離                           | 水中：27.8km(15海里)/15kt 水上：5,550km(3,000海里)/5kt |
| 乗員                               | 26名                                                   |
| 兵装                               | 533mm魚雷発射管×4、魚雷×6(機雷×12)                     |

エンリコ・トーチ級潜水艦 (sommergibili classe enrico Toti) はイタリア海軍の旧世代潜水艦の艦級。第二次世界大戦後最初の潜水艦として、4隻が建造された。
就役は1968年から翌年にかけて行われた。第二次世界大戦後、この潜水艦が就役する以前のイタリア海軍はアメリカ海軍の潜水艦を利用していた。排水量が小さいため武器搭載量や航続距離は大きくないが、冷戦における西側ヨーロッパの東の要として重要な役割を担った。本艦級の潜水艦は後継のサウロ級潜水艦の就役に伴い、1991年から1993年に全艦が退役している。

## 同型艦
- エンリコ・トーチ (S-506)
- アッティリオ・バニョリーニ (S-505)
- エンリコ・ダンドロ (S-513)
- ラッザロ・モチェニーゴ (S-514)